# Teti (farao)
Teti was de eerste farao van de 6e dynastie. De koning was ook bekend onder de namen Teti, Merienptah en Othoes. De moeder van Teti was koningin Sesjesjet. Haar vermoedelijke graftombe is gevonden.

## Biografie
Koning Teti was geboren als eenvoudig man, maar kreeg recht op de troon nadat hij trouwde met de dochter van Oenas, prinses Ipoet I. Hij stuurde een aantal keren expedities naar Kanaän. Er zijn sporen van hem gevonden in Byblos.
Volgens Manetho werd Teti vermoord, doordat er verschillende ingewikkelde politieke acties (bedreigingen) waren aan het hof. Er zijn van de bedreigingen geen bewijzen gevonden maar vele geleerden ondersteunen het idee. Manetho schat de regering van Teti op 30 jaar. De Turijnse koningslijst geeft hem 10 jaar en 21 dagen van regering. Zijn vrouw, koningin Ipoet was waarschijnlijk de dochter van Oenas.
Tijdens de regering van Teti waren er hoge ambtenaren die begonnen met het bouwen van een eigen graftombe. Deze waren zo groot dat ze die van de farao overtroffen. De vizier van de farao bouwde bijvoorbeeld een grote mastaba met 32 kamers, elk rijk gedecoreerd. Dit wordt beschouwd als bewijs dat de rijkdom niet langer alleen naar het hof ging maar nu ook en vooral naar de adel, een langzaam proces dat het einde van het Oude Rijk inluidde.

## Bouwwerken

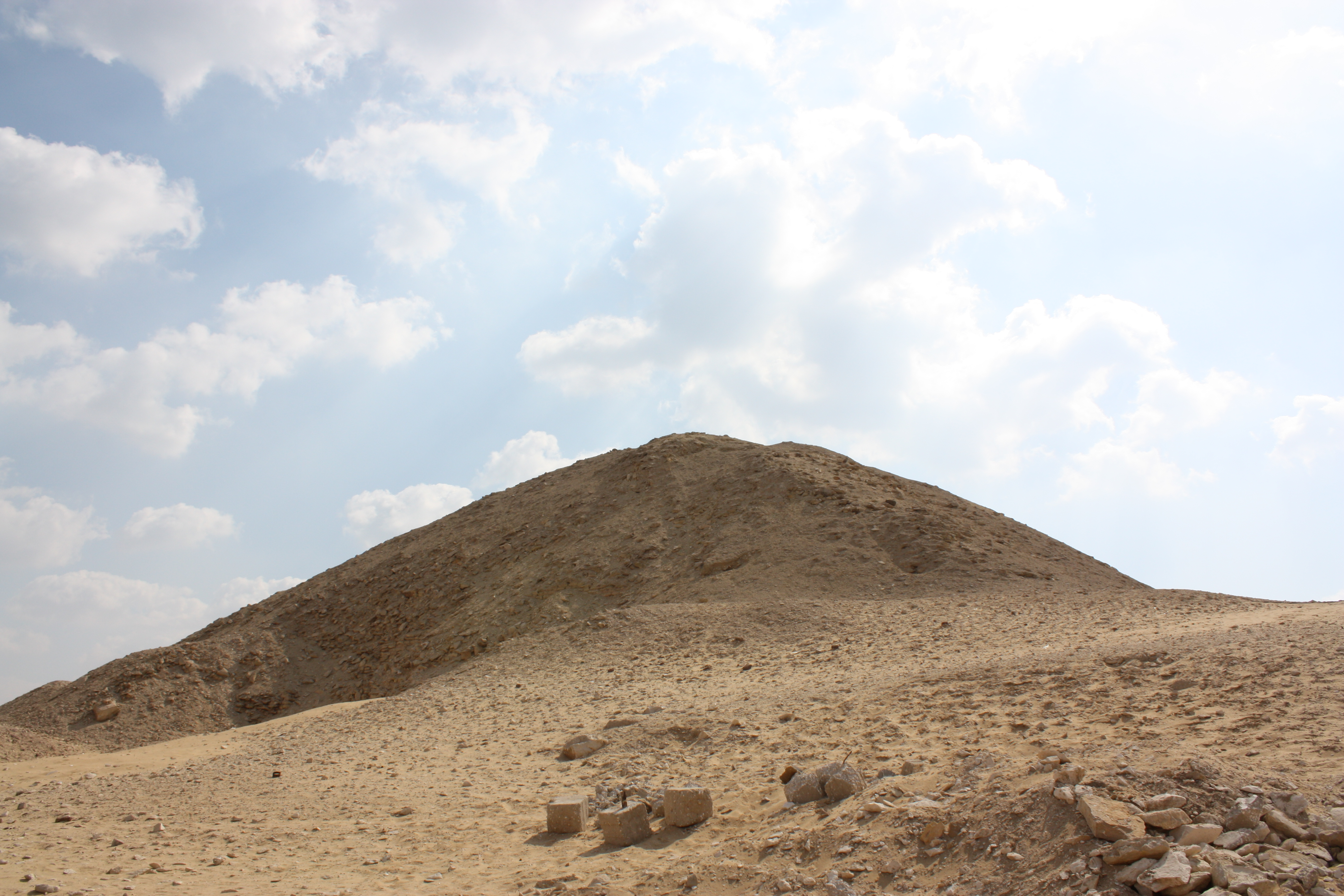
Piramide van Teti in Saqqara